# Xer Ali Cã
Xer Ali Cã (1825 — 21 de fevereiro de 1879) foi Emir do Afeganistão entre 1863 e 1866 e de 1868 até sua morte. Era o terceiro filho de Doste Maomé Cã, fundador da Dinastia Baraquezai no Afeganistão.
Xer Ali Cã inicialmente tomou o poder quando seu pai morreu, mas foi rapidamente derrubado por seu irmão mais velho, Maomé Afezal Cã. Uma guerra interna seguiu até Xer Ali derrotar o seu irmão e recuperar o título de emir. Seu governo foi pressionado pelos impérios Britânico e Russo apesar de que Xer Ali tentou manter o Afeganistão neutro no conflito entre os dois. Em 1878, a neutralidade se desfez e começou a Segunda Guerra Anglo-Afegã. Com as forças britânicas marchando em direção de Cabul, Xer Ali Cã decidiu deixar a cidade para pedir asilo político na Rússia. Ele morreu em Mazar e Xarife, deixando o trono a seu filho Maomé Iacube Cã.
Xer Ali estava intimamente associado à moderna região de Potoar no Paquistão,por ele ter casado com uma das filhas de um chefe tribal proeminente de Gacars, Cã Badur Rajá Jandade Cã. Após a independência, Gacars é agora parte do Paquistão.